# Kanaren-Glockenblume
Die Kanaren-Glockenblume, auch Kanarische Glockenblume genannt, (Canarina canariensis) ist eine Pflanzenart, die zur Familie der Glockenblumengewächse (Campanulaceae) gehört. Sie kommt nur auf den Kanarischen Inseln vor, ist deren Nationalblume und wird dort „Bicácaro“ genannt.

## Beschreibung und Ökologie

### Vegetative Merkmale
Die Kanaren-Glockenblume wächst als ausdauernde krautige Pflanze und kann mehrere Meter (bis zu drei Meter) hoch klettern oder kriechen. Sie besitzt als Überdauerungsorgan eine knollige bis rübenförmige Speicherwurzel, in die sie während der trockenen Sommermonate einzieht und dann zur feuchten Jahreszeit wieder austreibt. Die Pflanzen enthalten einen gummiartigen Milchsaft. Die gegenständig am Stängel angeordneten Laubblätter sind in Blattstiel und Blattspreite gegliedert.

### Generative Merkmale
Auf den Kanaren liegt die Blütezeit in den Wintermonaten. Die gestielten Blüten stehen einzeln in den Blattachseln. Die relativ großen Blüten sind zwittrig und radiärsymmetrisch mit doppelter Blütenhülle. Es sind sechs Kelchblätter vorhanden. Im Gegensatz zur Gattung Campanula sind die Blüten der Gattung Canarina sechszählig. Die orangefarbene, dunkler geaderte Blütenkrone öffnet sich zur typischen Glockenform mit einer Länge von 3 bis 6 cm. Die Blüten bilden sehr viel Nektar, ein Hinweis auf Vögel als Bestäuber. Tatsächlich werden sie vom Weidenlaubsänger (Phylloscopus collybita canariensis) (der kanarische Verwandte des Zilpzalp) bestäubt.
Die Kanaren-Glockenblume bildet Beerenfrüchte im Gegensatz zu Campanula, die Kapselfrüchte besitzen. Die erst gelben oder orange-farbenen bei Reife fast schwarzen, saftigen Beeren sind bei einem Durchmesser von 3 bis 4 cm eiförmig. Die Früchte dienten als Nahrung.

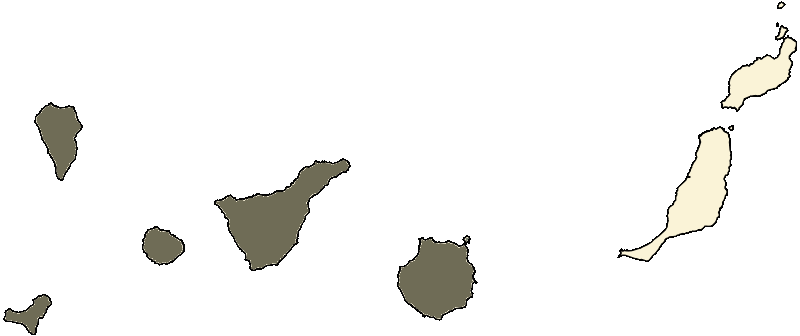
Verbreitung auf den Kanarischen Inseln

## Vorkommen
Die Kanarenglockenblume ist ein Endemit der zentralen und westlichen Kanarischen Inseln.
Sie blüht in den Wintermonaten in feuchten und schattigen Standorten der farnreichen Lorbeerwälder (Laurisilva). Diese sind auf die mittlere Höhenstufe (in einer Höhenlage von etwa 500 bis 1100 Meter) in der Wolkenzone, im feuchten Klima unter dem Einfluss des Nordostpassats beschränkt. Die Kanarenglockenblume ist zum Beispiel im Anaga-Gebirge der Insel Teneriffa häufig zu finden, ebenfalls auf Gran Canaria. Auf La Gomera ist sie selten, auf La Palma ist sie noch im Waldgebiet Los Tilos bei San Andrés y Sauces zu sehen. Auf El Hierro findet man sie an der Bergstraße von Frontera zum Malpaso-Gipfel.

## Taxonomie
Fie Kanarenglockenblume wurde 1753 von Carl von Linné in Species Plantarum Band 1 Seite 168 als Campanula canariensis erstbeschrieben. Linné übernahm den Namen von Leonard Plukenet (1642–1706). Die Art wurde 1874 von Wilhelm Vatke in Linnaea; Ein Journal für die Botanik in ihrem ganzen Umfange Band 38 Teil 6 Seite 700 als Canarina canariensis (L.) Vatke in die Gattung Canarina gestellt. Ein Synonym ist Canarina campanula L. in Mantissa Plantarum Altera S. 225 (1771) nom. superfl.

## Nutzung
Die Kanarenglockenblume ist eine dankbare und leicht zu pflegende Pflanzenart für einen Wintergarten, wie Versuche zeigten.

## Bilder

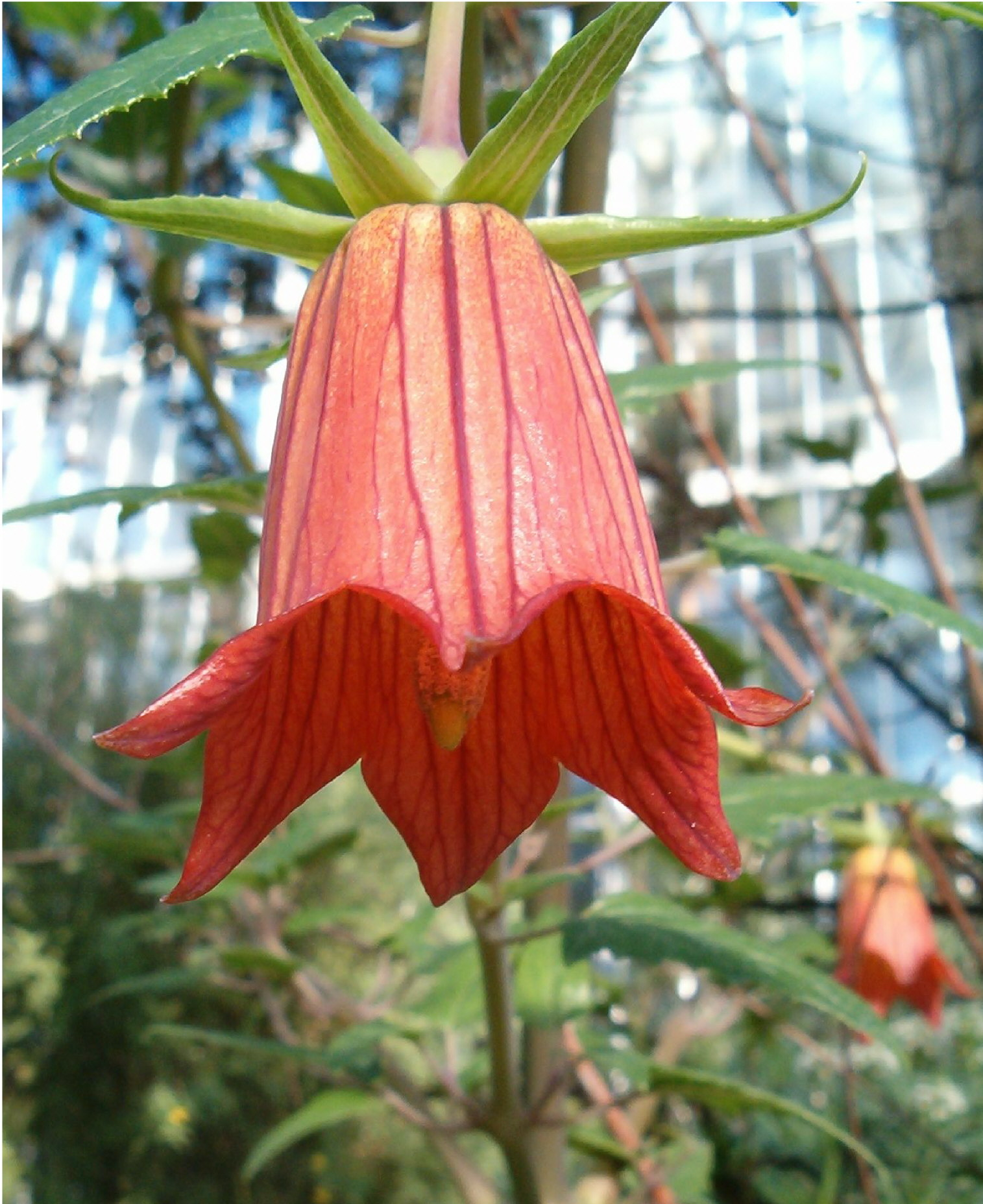
Gestielte Blüte von der Seite; gut zu erkennen sind die sechs grünen Kelchblätter und die sechszipfelige, orangefarbene Blütenkrone.
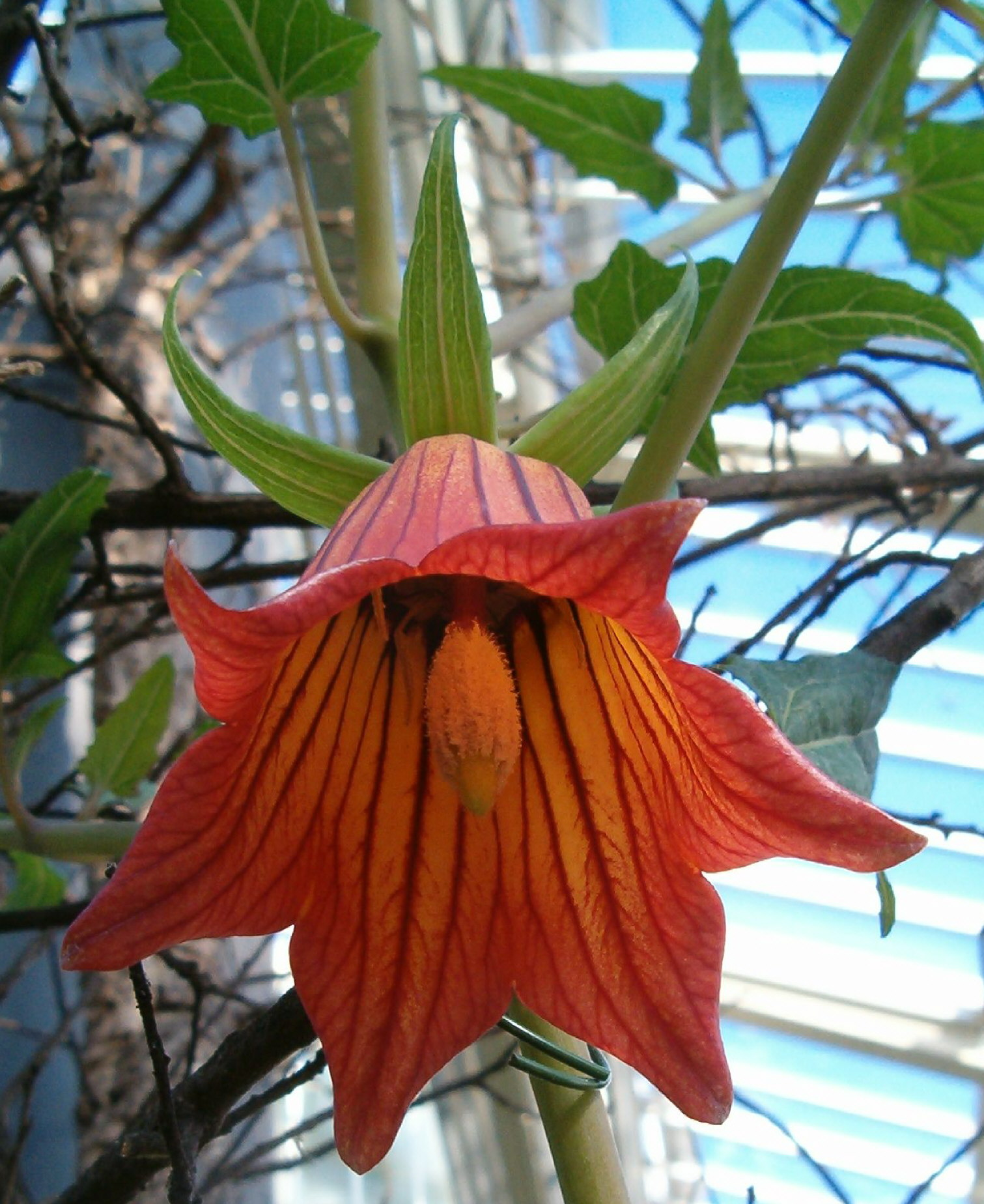
Radiärsymmetrische Blüte von unten
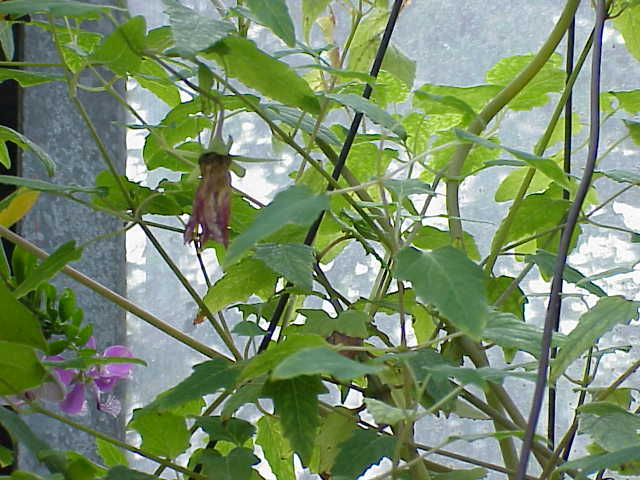
Habitus und Laubblätter
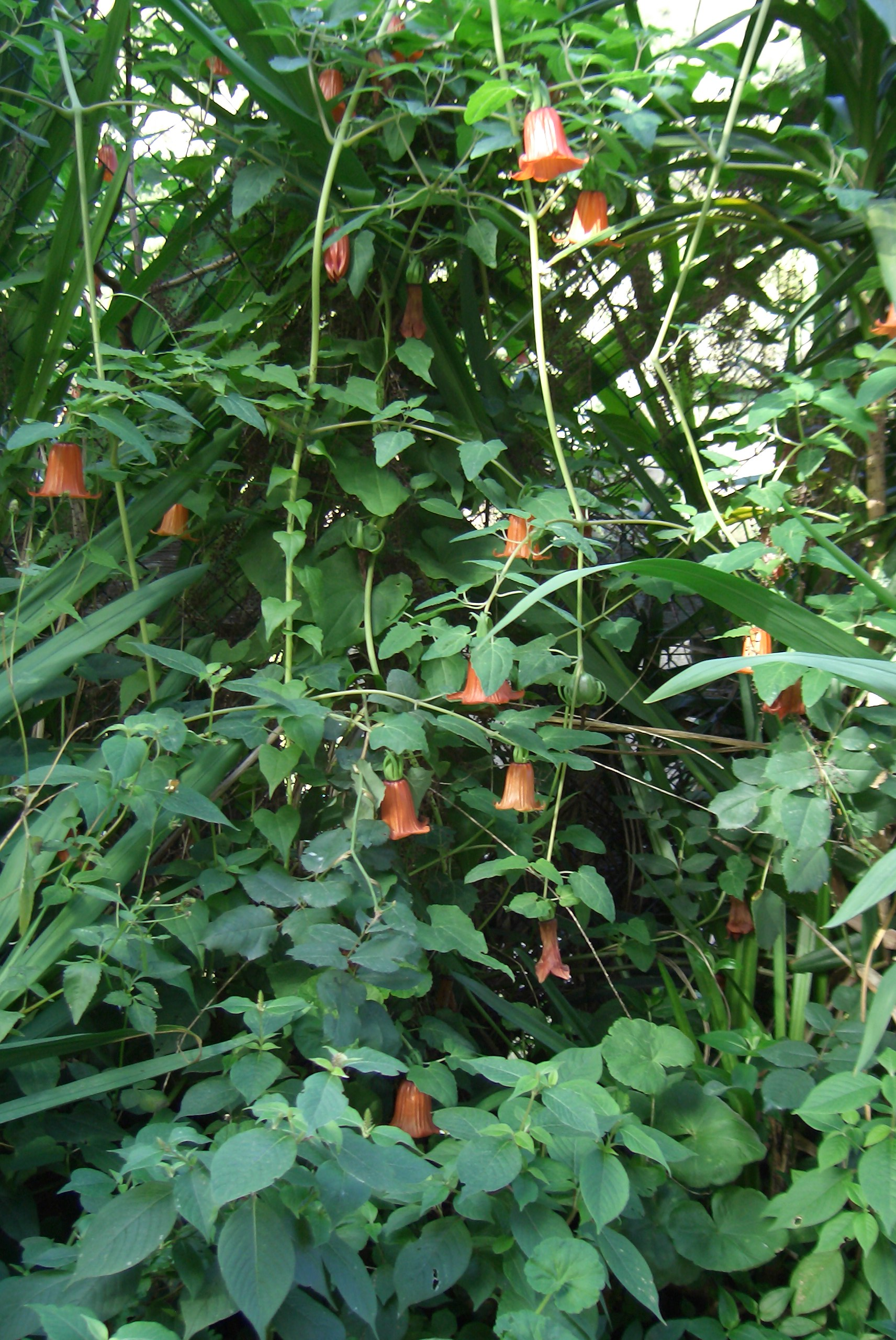
Habitus am Naturstandort im Naturschutzgebiet Los Tilos auf La Palma
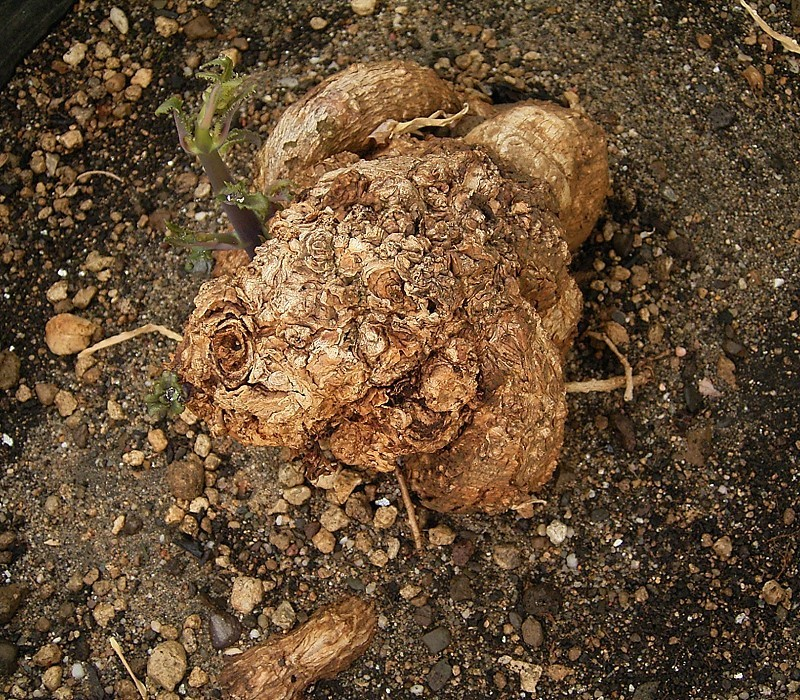
Speicherorgan: Knolle